# Повітряний простір
Повітряний простір — обшир повітря, котрий знаходиться під контролем окремої країни та розташований над її теренами (в міжнародно-визнаних кордонах), в тому числі її територіальними водами, або більш загально, будь-яка певна тривимірна частина атмосфери, юридично приналежна країні. Це не те ж саме що і аеропростір, який є загальним терміном для атмосфери Землі і космічного простору навколо неї.
- Контрольований повітряний простір[en][2] існує там де вважається за потрібне впровадження контролю повітряного руху, який надає деякі форми позитивного впливу на ефективність керування повітряними суднами, що літають у цьому просторі (однак, служба керування повітряним рухом не обов'язково контролює рух, який відбувається за правилами візуальних польотів (ПВП)[3] у цьому повітряному просторі).
- Неконтрольований повітряний простір[en][4] це повітряний простір, в якому керування повітряним рухом не має жодного виконавчого органу та натомість, може виконувати спостережну роль.

Повітряний простір може бути додатково поділено на різноманітні області та зони, в тому числі такі, в яких є обмеження на польоти або повна їх заборона.

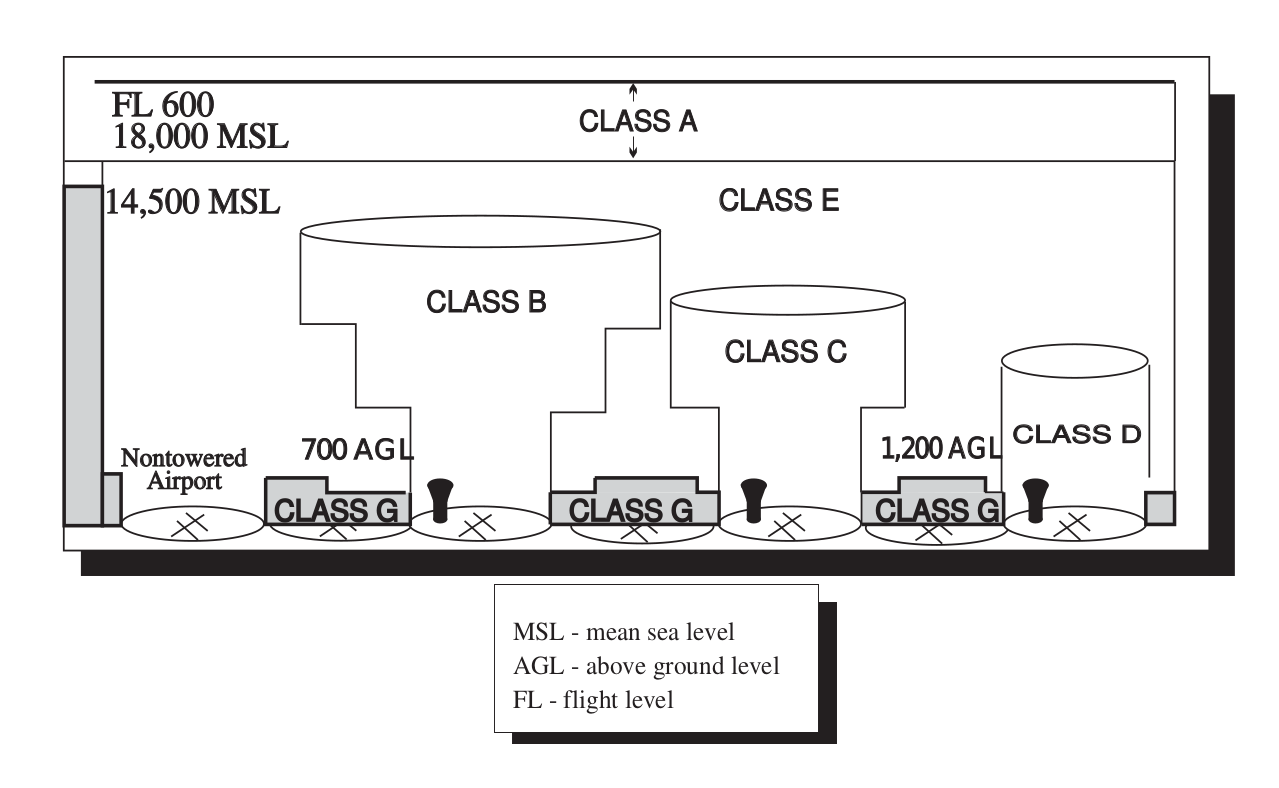
Класи повітряного простору у Сполучених Штатах

## Горизонтальні кордони
За міжнародним законодавством, тлумачення суверенного повітряного простору країни, відповідає визначенню морських територіальних вод як 12 морських миль (22.2 км) починаючи від берегової лінії країни. Повітряний простір за межами територіальних обмежень будь-якої країни вважається міжнародним, подібно до "міжнародних вод" у морському законодавстві. Однак, країна може за міжнародною угодою, взяти на себе відповідальність за контроль частини міжнародного повітряного простору, зокрема над океанами. Для прикладу, Сполучені Штати забезпечують надання послуги керування повітряним рухом над великою частиною Тихого океану, попри те, що цей повітряний простір є міжнародним.

## Вертикальні кордони
Міжнародна угода, яка б визначала вертикальну межу суверенного повітряного простору відсутня (межа між космічним простором—який не є об'єктом міжнародної юрисдикції—та національним повітряним простором), пропозиції щодо якої різняться від приблизно 30 км (висотна стеля найвищих літаків та повітряних куль) до приблизно 160 км (найнижча межа короткострокових геостаціонарних орбіт). Міжнародна федерація повітроплавання створила на висоті 100 км над рівнем моря лінію Кармана, як межу між земною атмосферою та космосом, поки Сполучені Штати вважають усіх хто літа на висоті понад 50 км космонавтами; насправді під час посадки космічний Шаттл пролітав нижче за 80 км над такими країнами, як наприклад, Канада без будь-якого попереднього запиту дозволу на такі дії. Тим не менш, що лінія Кармана, що визначення Сполучених Штатів залишаються лише загальними орієнтирами без будь-якого реального правового органу з питань національного суверенітету.
Межа між публічними та приватними повітряними правами визначається національним або місцевим законодавством.